# Гулям, Гафур
Гафу́р Гуля́м (узб. Gʻafur Gʻulom / Ғафур Ғулом; настоящие имя и фамилия — Гафур Гулямов) (27 апреля [10 мая] 1903, Ташкент, Сырдарьинская область, Российская империя — 10 июля 1966, Ташкент) — узбекский(Узбек по национальности) советский поэт и публицист и атеист. Народный поэт Узбекской ССР (1963). Лауреат Ленинской (1970 — посмертно) и Сталинской премии второй степени (1946). Член ВКП(б) с 1946 года. Известен тем, что заложил основы нового узбекского стихосложения вместе с Хамзой.

## Биография
Родился 27 апреля (10 мая) 1903 год в Ташкенте. Его отец читал стихотворения узбекских и персидских поэтов, знал русский язык и сам писал стихи. В их доме бывали поэты Мукими, Фуркат, Асири, Хислат и другие.
С осени 1916 года Гафур стал обучаться в училище. После смерти отца, а затем и матери был беспризорником. Перепробовал десятки профессий. В годы Гражданской войны был принят в детский дом. Стал работать наборщиком в типографии и учиться на педагогических курсах. Окончил Ташкентский педагогический институт. В 1919—1927 годах работал учителем, директором школы, председателем Союза работников просвещения, занимался организацией детских интернатов и приёмных пунктов.
С 1923 года начал печатать свои первые стихотворения, а также очерки и юмористические рассказы. Первое стихотворение Г. Гуляма «Дети Феликса», рассказывающее о детях-сиротах было опубликовано в журнале «Маориф ва укитувчи» в 1923 году. По словам самого Г. Гуляма на его творчество сильное влияние оказало творчество В. В. Маяковского. Переводил на узбекский язык произведения А. С. Грибоедова, М. Ю. Лермонтова, В. В. Маяковского, Н. Хикмета, Ш. Руставели, Низами, Данте, П. Бомарше, У. Шекспира.
Академик АН УзССР (1943).
Умер 10 июля 1966 года. Похоронен в Ташкенте на Чигатайском кладбище.

### Семья
Сын — Улуг Гулямов (родился 1 октября 1933 года-умер 15 марта 1990 года), физик-ядерщик, академик АН УзССР, директор Института ядерной Физики АН УзССР.
Сын — Кадыр Гулямов (родился 17 февраля 1945 года в Ташкенте), по образованию — физик-ядерщик, академик АН Узбекистана, директор Института физики Солнца, в дальнейшем — первый гражданский министр обороны Узбекистана (с 29 сентября 2000 по 18 ноября 2005 года).
Сын - Хондамирмирза Гулямов (родился 29 марта 1947 года-умер 12 сентября 2023 года), историк, доктор исторических наук, профессор, проректор Национального Университета Республики Узбекистан. 
Дочь — Олмос Гафуровна Ахмедова (Гулямова), родилась 3 июля 1938 года, деятель искусства, директор музея имени Гафура Гуляма, имеет троих детей, Дурбек Кудраттилаевич Ахмедов — доктор экономических наук, Джурабек Кудратиллаевич Ахмедов — инженер-ирригатор, Гавхаршодбегим Кудратиллаевна Рустамова (Ахмедова) — кандидат исторических наук, политология. 
- Супруг Олмос Гафуровны — Ахмедов Кудратилла Ахмедович, скончался в 1995 году, был видным государственным деятелем Узбекистана.
  - Дочь — Тошхон Гафуровна Юлдашева (Гулямова).

### Дело А. Кадыри
Был одним из многих деятелей творчества, которые подписали обвинительные в национализме и антисоветизме рецензии и отзывы на творчество Абдуллы Кадыри. Часть фотокопий этих документов была опубликована Набиджононом Боки в «Книге казни» (Ташкент, 1992, издательство им. Г. Гуляма)

## Ученики
Гафур Гулям был одним из наставников видного таджикского политического деятеля и историка Б.Гафурова. 

## Награды и премии
- Сталинская премия второй степени (1946) — за стихотворный сборник «Иду с Востока» (1943)[6]
- Ленинская премия (1970 — посмертно) — за стихи последних лет[7]
- Народный поэт Узбекской ССР (09.05.1963)[8]
- три ордена Ленина (16.01.1950,[9] 11.01.1957,[10] ?)
- три ордена Трудового Красного Знамени (31.01.1939;[11] 06.12.1951[12]; 09.05.1963)[13]
- орден «Знак Почёта» (25.12.1944)[14]
- орден «Буюк хизматлари учун» (25 августа 2000 года) — посмертно[15]

## Память
- Сырдарьинский государственный педагогический институт имени Г. Гуляма
- Издательство имени Г.Гуляма
- Улица и станция метро в Ташкенте названы в честь Г.Гуляма.
- В Ташкенте поставлен памятник в память Г.Гуляма.
- В 2023 году повесть «Озорник» была включена в список «100 лучших книг для детей всех времён» по версии BBC[16].

## Произведения

### Поэмы
- «Кукан-батрак» (1930)
- «Юлдаш»

### Сборники рассказов и рассказы
- «Юмористические рассказы» (1931);
- «Хитрости в шариате» (1930);
- «Мой сыночек воришка» (1965).

### Повести
- «Нетай»[17] (1930);
- «Озорник» (1936—1962);
- «Ядгар» (1936);
- «Оживший труп»;
- «Кто виноват?»;

### Сборники стихотворений
- «Гулноза» (1929)
- «Динамо» (1931)
- «Китайские картины» (1932)
- «Живые песни» (1932)
- «Узбекистан» (1936)
- Иду с востока (1943)
- «Это мы с вами живые люди»
- «Когда хозяева получили власть»
- «Стихи» (1949)
- «Товарищу Сталину» (1950)
- «Товарищу Сталину» (1951)
- «Москва — оплот мира» (1951)
- «Песни рассвета» (1951)
- «Счастье родной земли» (1951)
- «Моим друзьям» (1951)
- «Тургун и утка» (1957)
- «Избранное» (1958)
- «Гимн времени» (1959)
- «Избранные стихотворения» (1959)
- «Спор сердец» (1964)
- «Встречая будущее» (1966)
- «Итог» (1967)
- «Вам»
- «Подарок»;

### Стихотворения
- «На путях Турксиба»
- «Родная земля»
- «Да здравствует мир!»
- «Зима и снег» (1929)
- «Хлеб» (1931)
- «Ташкент» (1933)
- «Сад» (1934)
- «Выборы на Северном полюсе» (1937);
- «Я еврей» (1941)
- «Зима» (1941)
- «Ты не сирота» (1942)[18];
- «Женщина» (1942)
- «Тоска» (1942)
- «К сожалению, сожаления не похоронили» (1945)
- «Осень пришла» (1945)
- «Вам — молодым» (1947)
- «Всё твоё» (1947)
- «Мелодии весны» (1948)
- «Осенние саженцы» (1948)
- «Коммунизму — ассалом!» (1949)
- «Лето»
- «Полю Робсону» (1949)
- «Кто учится, кто учит» (1950)
- «Счастье родной земли» (1951)
- «Праздник в Янги-Ере» (1957)
- «Ядгар» (1961);
- «Ленин и Восток» (1961).

- «Разбудите Олмос!»

### Монографии и научные работы
- «Навои и наша эпоха» (1948)
- «Фольклор — неиссякаемый источник» (1939)
- «Драма о Джалалиддине» (1945);
- «Мукими»(1941)

### Переводы на узбекский язык
- «Отелло» В. Шекспира
- «Женитьба Фигаро» П. Бомарше
- «Зоя» М. И. Алигер
- «За тех, кто в море !» Б. А. Лавренёва